# ديمبل بهجت
ديمبل بهجت (بالإنجليزية: Dimple Bhagat)‏ هو لاعب كرة قدم هندي، ولد في 12 ديسمبر 1998 في جامو وكشمير في الهند. لعب مع نادي حيدر آباد.